# Georg Pick
Georg Alexander Pick (Vienna, 10 agosto 1859 – Theresienstadt, 26 luglio 1942) è stato un matematico austriaco.
Nacque a Vienna in una famiglia ebraica. Sua madre si chiamava Josefa Schleisinger e suo padre Adolf Josef Pick. Morì nel campo di concentramento di Theresienstadt il 26 luglio 1942.
Oggi è meglio conosciuto per il teorema di Pick per determinare l'area dei poligoni reticolari. Lo pubblicò in un articolo nel 1899 e successivamente divenne un teorema celebre quando Hugo Steinhaus lo incluse nell'edizione del 1969 di Matematica per istantanee.
Pick studiò all'Università di Vienna, dove nel 1880 conseguì un dottorato di ricerca sotto la supervisione scientifica di Leo Königsberger ed Emil Weyr. Successivamente fu nominato assistente di Ernst Mach presso l'Università Charles-Ferdinand di Praga. Qui divenne professore nel 1881. Per Pick, il 1884 fu un anno sabbatico durante il quale collaborò con Felix Klein all'Università di Lipsia. A parte quell'anno, svolse la sua attività scientifica e accademica a Praga fino al suo pensionamento nel 1927, quando tornò a Vienna.
Nel 1911, Pick fu il presidente della commissione presso (l'allora) Università tedesca di Praga che nominò Albert Einstein su una cattedra di fisica matematica. Successivamente, egli introdusse Einstein all'opera dei matematici italiani Gregorio Ricci-Curbastro e Tullio Levi-Civita nel campo del calcolo differenziale assoluto, che più tardi nel 1915 aiutò Einstein a formulare con successo la teoria della relatività generale.